# Allonothrus schuilingi
Allonothrus schuilingi är en kvalsterart som beskrevs av Thomas van der Hammen 1953. Allonothrus schuilingi ingår i släktet Allonothrus och familjen Trhypochthoniidae. Inga underarter finns listade i Catalogue of Life.